# Day of Defeat
『Day of Defeat』（デイ オブ ディフィート）とは、第二次世界大戦の世界観を元にしたオンライン対戦FPSである。通称『DoD』。
元々『ハーフライフ』のMODとして製作されていた が、Valve社がその出来の良さから権利を買い取ったため、現在はValve名義で販売されている。Steamでの販売価格は$4.99。

## 概要
Alies軍とAxis軍の2チームでの対戦となり、陣地（実際には旗）を取り合うのが基本ルールである。この陣地には一人で取れる陣地もあれば、二人、三人と陣地近くに仲間が居ないと取れない陣地もある。よってどの順番で、どういうタイミングで陣地を制圧していくかがポイントとなり、同じ『HL』MODである『カウンターストライク』とは別のチームプレー戦術が必要になる。
このルールのためリスポーン回数には制限が無く、死んだとしても一定時間で自軍スタート位置から復活できるが、人数が一時的でも低下してしまうと陣地防御、陣地取得両方に大きな空きが出来てしまうため、リスポーン無限のゲームとしては一度の死が大きい。
武器はクラス制となっており、Allies軍はアメリカ軍とイギリス軍で別の武器を使用するため、3種類のセットが用意されている。

## Day of Defeat:Source
『DoD』をSource Engineを用いてリミックスしたもの。略称『DoD:S』。Steam販売価格は$9.99。
陣地取り合戦というゲームルールは変わっていないものの、前回2軍であったAllies側がアメリカ軍のみに変更される、武器格差の修正など、『CS』と『CS:S』の間以上に別のゲームになっている。

## 使用可能武器
括弧内は使用可能クラス、何も書いていない物は『DoD』、頭に『:S』が付く物は『DoD:S』登場武器。
M1ガーランド（Allies/Rifleman、『S』Rifleman）
セミオートだが、8発撃たないとリロードが出来ない。胴体に当てればヘッドショットでなくとも即死だが、手足に当ててしまうと1発では倒せない。『DoD』ではセカンダリーでストックアタックが使えるがDoD:Sでは削除されている。その代わりにセカンダリーでアイアンサイトの使用、ならびにライフルグレネードの装備が可能になった。
Kar98k（Axis/Grenadier、『S』Rifleman）
ボルトアクションライフルなので連射が利かない代わりに威力が高く、手足に当てても即死となる。『DoD』のセカンダリーは銃剣突き、『:S』のセカンダリーはアイアンサイト。ライフルグレネード使用可能。
K43（Axis/Stosstruppe）
M1ガーランドに似た性能を持つが、マガジン式のため途中でリロードが可能。
Enfield（British/Rifleman）
Kar98Kに似た性能だが、装弾数が10発と多い。ただし1クリップが5発のため、フル装填するには2回のリロードが必要となる。セカンダリーで銃剣突きが使用可能。
M1カービン（Allies/Staff Sergeant、『S』Rocket）
威力はM1ガーランド以上に弱いが、正確性と連射性、途中リロードが可能である。『:S』ではRocketのサブウェポンに移動。しかしRocketの使いどころが限定されているため、こちらを多く使う事が多い。
Thompson（Allies/Master Sergeant、『S』ASSAULT）
接近戦では連射力と少ないリコイルで猛威を振るう。『:S』ではセカンダリーでパンチ使用可能。なぜか即死ダメージ。
Greasegun（Allies/Sergeant）
トンプソンM1より連射力は低いが、正確性に優れる。
Sten（British/Sergeant Major）
トンプソンM1とほぼ同性能。
MP40（Axis/Unteroffizier、『S』ASSAULT）
トンプソンM1と火力に関しては同性能だが、装弾数が2発多い。『:S』ではトンプソンM1同様に即死パンチを使用可能。
BAR（Allies/Support Infantry、『S』SUPPORT）
装弾数20とメイン系では圧倒的な少なさを誇るが、威力は高い。『DoD』ではセカンダリーがバイポッド設置。『:S』ではセミ/フルの切り替えとなっている。
STG44（Axis/Sturmtruppe、『S』SUPPORT）
MP40よりコントロールは難しいが威力が高い。『:S』ではBARと比較して装弾数が多いが威力は低い。
FG42（Axis/マップ限定で登場）
二脚が付いているモデルとスコープの付いているモデルが存在する。セカンダリーでそれぞれの機能を使用する。二脚尽きモデルは軽機関銃として、スコープ付きモデルはマークスマンライフルとして扱える。
Bren（British/Gunner）
セカンダリーでバイポッド設置。反動はかなり大きく、バイポッド無しでのリコイルコントロールは困難。